# Shamsa Araweelo
Shamsa Araweelo (née en 1993) est une militante somalo-britannique qui vise à mettre fin à la pratique des mutilations génitales féminines (MGF) et à soutenir les survivantes de cette pratique.

## Enfance
Araweelo est née en Somalie en 1993, où elle subit une mutilation génitale MGF à l'âge de 6 ans, sans aucune anesthésie ni soulagement de la douleur,. Même si sa mère est opposée aux MGF, elle n'est pas dans le pays à ce moment-là et les proches d'Araweelo décident de poursuivre cette pratique. Sa cousine de sept ans subit une MGF le même jour, sous les yeux d'Araweelo,. Araweelo déclare qu'elle n'en veut pas à ses proches, affirmant qu'ils ignorent les effets néfastes de cette pratique,.
Araweelo et ses parents déménagent dans le nord de Londres en 2000, alors qu'elle a 7 ans ,. Elle déclare qu'elle a été maltraitée physiquement et émotionnellement en grandissant, car ses parents veulent contrôler son comportement. En conséquence, elle tente de se suicider à trois reprises.
Après avoir terminé ses études secondaires, la mère d'Araweelo l'emmène en Somalie pour qu'elle soit « rééduquée », puis elle emporte le passeport de sa fille avec elle au Royaume-Uni, laissant Araweelo, 17 ans, coincée dans le pays. Elle emménage avec son oncle et il est vite devenu évident qu'elle allait épouser son cousin de 15 ans. Araweelo est menacée, incapable de quitter la maison de son oncle, et son téléphone lui est confisqué. Après quatre mois en Somalie, elle est forcée d'épouser son cousin. Au cours des six mois suivants, Araweelo est fréquemment battue et violée. Elle peut appeler sa mère pendant cette période et lui raconter ce qui se passe ; jusqu'à ce moment-là, sa mère n'est pas au courant des abus qu'elle subit, car la famille lui a menti. Araweelo peut s'échapper après avoir convaincu son mari qu'elle a besoin de soins médicaux, puis s'être enfuie en bus à destination de Mogadiscio. Là, elle rencontre ses tantes maternelles, qui la gardent en sécurité jusqu'à ce que le frère d'Araweelo puisse prendre l'avion pour retourner en Somalie avec son passeport.
La mère d'Araweelo décède d'un cancer du cerveau le mois même de son retour de Somalie, ce qui perturbe encore plus ses projets d'aller à l'université. Après son retour au Royaume-Uni, Araweelo se tourne vers les mosquées locales pour obtenir un divorce religieux, mais les dirigeants locaux ne sont pas disposés à croire la parole d'Araweelo sans également parler à son mari. Finalement, la sœur d'Araweelo souligne que le mariage n'a jamais été valide parce qu'il a été forcé ; la sœur appelle le mari d'Araweelo, qui accepte de divorcer d'Araweelo.
Araweelo est sans abri à l'époque et quitte Londres dans l'espoir de trouver un logement abordable.

## Activisme
Araweelo appelle à une meilleure éducation et formation des professionnels de la santé au Royaume-Uni sur les MGF, en se basant sur ses expériences personnelles de recherche de soins de santé,. Elle travaille également avec des recrues de la police métropolitaine sur « la manière de traiter les cas de MGF avec sensibilité »,.
Araweelo lance sa propre organisation, Charity of Peace, pour aider les survivantes des MGF,. Elle travaille également pour aider les citoyens britanniques victimes de « violences basées sur l’honneur » à l’étranger.
Araweelo soutient les efforts visant à renommer les MGF en excision, car elle estime que le terme « mutilation » ou « mutilé » peut avoir des effets néfastes sur les survivantes de cette pratique et les décourager de demander de l'aide.
En février 2023, Araweelo rejoint une campagne populaire d'éducation et de prévention des MGF lancée par le maire de Londres, Sadiq Khan. En avril 2023, Araweelo publie une vidéo en ligne parlant de son expérience avec les MGF, qui est devenue virale.
En novembre 2023, Araweelo est nommée sur la liste des 100 femmes de la BBC. À l'époque, elle compte plus de 70 millions d'abonnés sur TikTok, où elle publie du contenu éducatif sur les MGF.

## Vie privée
Araweelo a une fille en 2014 et elle s'ouvre à elle sur son expérience en tant qu'enfant ayant subi une MGF,. Elle et sa fille déménagent dans le Lancashire en 2015.
À la suite de la MGF, Araweelo doit faire face à des problèmes de santé persistants, notamment de fortes douleurs menstruelles et des kystes. En décembre 2023, elle se rend en Allemagne et subit une chirurgie reconstructive.
En février 2023, Araweelo travaille comme officière de police stagiaire.